# دولنی بنشوو
دولنی بنشوو (به چکی: Dolní Benešov) یک منطقهٔ مسکونی در جمهوری چک است که در ناحیه اوپاوا واقع شده‌است. دولنی بنشوو ۴٬۲۰۳ نفر جمعیت دارد.

## خواهرخوانده
شهرهای سانتا ماریا دل چدرو، رایتسکه تپلیتسه و Gmina Wilamowice خواهرخوانده‌های دولنی بنشوو هستند.